# Гурциев, Батраз Олегович
Батраз Олегович Гурциев (род. 12 декабря 1998, Владикавказ) — российский футболист, полузащитник клуба «Оренбург».

## Биография
Воспитанник академии «Краснодара», выступал за молодёжную команду в МФЛ. Первым клубом полузащитника на профессиональном уровне стал «Спартак» (Владикавказ), за который он дебютировал 12 марта 2017 года в игре против ростовского СКА. Спустя 2 недели забил первый гол, поразив ворота «Биолога» из Новокубанска.
В сезоне 2018/19 Гурциев перешёл в «Чайку» из села Песчанокопское, за которую дебютировал 25 июля 2018 года, также во встрече против ростовского СКА.
В июле 2019 года Батраз был арендован своей прежней командой «Алания» сроком на 1 год, а по окончании сезона клуб активировал опцию выкупа контракта.
8 июля 2022 года стало известно, что игрок переходит в «Оренбург». Дебют состоялся во встрече против «Урала», в котором Батраз отличился двумя голевыми передачами, тем самым поспособствовав оформлению хет-трика Владимиром Сычевым.
В январе 2023 года на правах аренды вернулся в родную «Аланию».
22 января 2025 года стал игроком саратовского «Сокола». По словам «Оренбурга», это полноценный переход, а по информацию Transfermarkt, это аренда до конца сезона 2024/25. По словам инсайдера Сергея Ильева, Батраз заключил с «Соколом» полноценный контракт потому что у них в команде нет свободных мест для аренды, но после окончания сезона 2024/25 он снова станет игроком «Оренбурга».

## Достижения
- Победитель ПФЛ: 2018/19
- Серебряный призёр ПФЛ: 2019/20

## Статистика выступлений
| Выступление           | Выступление      | Выступление      | Лига | Лига | Кубки | Кубки | Итого | Итого |
| Клуб                  | Лига             | Сезон            | Игры | Голы | Игры  | Голы  | Игры  | Голы  |
| --------------------- | ---------------- | ---------------- | ---- | ---- | ----- | ----- | ----- | ----- |
| Спартак (Владикавказ) | ПФЛ              | 2016/17          | 13   | 5    | —     | —     | 13    | 5     |
| Спартак (Владикавказ) | ПФЛ              | 2017/18          | 27   | 5    | 1     | 0     | 28    | 5     |
| Спартак (Владикавказ) | Итого            | Итого            | 40   | 10   | 1     | 0     | 41    | 10    |
| Чайка                 | ПФЛ              | 2018/19          | 9    | 0    | 1     | 0     | 10    | 0     |
| Чайка                 | Итого            | Итого            | 9    | 0    | 1     | 0     | 10    | 0     |
| Алания                | ПФЛ              | → 2019/20        | 13   | 8    | 3     | 2     | 16    | 10    |
| Алания                | Первая лига      | 2020/21          | 40   | 13   | 1     | 1     | 41    | 14    |
| Алания                | Первая лига      | 2021/22          | 36   | 11   | 5     | 1     | 41    | 12    |
| Алания                | Первая лига      | → 2022/23        | 12   | 6    | —     | —     | 12    | 6     |
| Алания                | Первая лига      | → 2023/24        | 9    | 1    | 0     | 0     | 9     | 1     |
| Алания                | Итого            | Итого            | 110  | 39   | 9     | 4     | 119   | 43    |
| Алания                | Итого за Аланию  | Итого за Аланию  | 150  | 49   | 10    | 4     | 160   | 53    |
| Оренбург              | Премьер-лига     | 2022/23          | 8    | 0    | 4     | 0     | 12    | 0     |
| Оренбург              | Итого            | Итого            | 8    | 0    | 4     | 0     | 12    | 0     |
| Всего за карьеру      | Всего за карьеру | Всего за карьеру | 167  | 49   | 15    | 4     | 182   | 53    |